# Bernie Casey
Bernard Terry Casey (8 de junio de 1939 – 19 de septiembre de 2017) fue un actor y jugador de fútbol americano estadounidense. Debutó como actor en la película La furia de los siete magníficos de 1969. Durante su carrera apareció en otras producciones cinematográficas como Never Say Never Again, Revenge of the Nerds, Bill & Ted's Excellent Adventure y Alerta máxima. Falleció el 19 de septiembre de 2017, a los 78 años.

## Filmografía

### Cine
| Año  | Título                                        | Papel             | Notas                    |
| ---- | --------------------------------------------- | ----------------- | ------------------------ |
| 1969 | Guns of the Magnificent Seven                 | Cassie            |                          |
| 1970 | ...tick...tick...tick...                      | George Harley     |                          |
| 1971 | Black Chariot                                 | Vagabundo         |                          |
| 1972 | Boxcar Bertha                                 | Von Morton        |                          |
| 1972 | Black Gunn                                    | Seth              |                          |
| 1972 | Hit Man                                       | Tyrone Tackett    |                          |
| 1973 | Cleopatra Jones                               | Reuben            |                          |
| 1973 | Maurie                                        | Maurice Stokes    |                          |
| 1975 | Cornbread, Earl and Me                        | Larry Atkins      |                          |
| 1976 | Dr. Black, Mr. Hyde                           | Dr. Henry Pride   |                          |
| 1976 | The Man Who Fell to Earth                     | Sr. Peters        |                          |
| 1977 | Brothers                                      | David Thomas      |                          |
| 1981 | Sharky's Machine                              | Arch              |                          |
| 1983 | Never Say Never Again                         | Felix Leiter      |                          |
| 1984 | Revenge of the Nerds                          | Jefferson         |                          |
| 1985 | Spies Like Us                                 | Coronel Rhombus   |                          |
| 1987 | Steele Justice                                | Det. Tom Reese    |                          |
| 1987 | Amazon Women on the Moon                      | General Hadley    |                          |
| 1987 | Rent-A-Cop                                    | Lemar             |                          |
| 1988 | Backfire                                      | Clinton James     |                          |
| 1988 | I'm Gonna Git You Sucka                       | John Slade        |                          |
| 1989 | Bill & Ted's Excellent Adventure              | Sr. Ryan          |                          |
| 1990 | Another 48 Hrs.                               | Kirkland Smith    |                          |
| 1991 | Chains of Gold                                | Falco             |                          |
| 1992 | Revenge of the Nerds III: The Next Generation | Jefferson         | Telefilme                |
| 1992 | Under Siege                                   | Comandante Harris |                          |
| 1993 | The Cemetery Club                             | John              |                          |
| 1993 | Street Knight                                 | Raymond           |                          |
| 1994 | Revenge of the Nerds IV: Nerds in Love        | Jefferson         |                          |
| 1994 | The Glass Shield                              | James Locket      |                          |
| 1995 | In the Mouth of Madness                       | Robinson          |                          |
| 1995 | Once Upon a Time... When We Were Colored      | Sr. Walter        |                          |
| 1997 | The Dinner                                    | Good Brother      |                          |
| 2001 | Tomcats                                       | Oficial Hurley    |                          |
| 2002 | Jim Brown: All-American                       | Él mismo          |                          |
| 2002 | On the Edge                                   | Rex Stevens       |                          |
| 2006 | When I Find the Ocean                         | Amos Jackson      |                          |
| 2007 | Vegas Vampires                                | Bloodhound Bill   | Última aparición en cine |

### Televisión
| Año     | Título                                     | Papel              | Notas       |
| ------- | ------------------------------------------ | ------------------ | ----------- |
| 1971    | Brian's Song                               | J.C. Caroline      |             |
| 1972    | Cade's County                              | Patrick            |             |
| 1972    | Longstreet                                 | Ray Eller          | 1 episodio  |
| 1972    | The Streets of San Francisco               | Richard            | 1 episodio  |
| 1972    | Gargoyles                                  | Gárgola            | Telefilme   |
| 1974    | The Snoop Sisters                          | Willie Bates       | 1 episodio  |
| 1974    | Panic on the 5:22                          | Wendell Weaver     | Telefilme   |
| 1975    | Police Story                               | Duke Windsor       | 1 episodio  |
| 1976    | Joe Forrester                              | Cleveland          | 1 episodio  |
| 1977    | Police Woman                               | P.J. Johnson       | 1 episodio  |
| 1977    | Police Story                               | Hamilton Ward      | 1 episodio  |
| 1977    | Mary Jane Harper Cried Last Night          | Dave Williams      | Telefilme   |
| 1977    | It Happened at Lakewood Manor              | Vince              |             |
| 1978    | Ring of Passion                            | Joe Louis          | Telefilme   |
| 1978    | Love Is Not Enough                         | Mike Harris        | Telefilme   |
| 1979    | Roots: The Next Generations                | Bubba Haywood      |             |
| 1979    | Harris and Company                         | Mike Harris        |             |
| 1980    | The Martian Chronicles                     | Jeff Spender       |             |
| 1981    | The Sophisticated Gents                    | Shurley Walker     |             |
| 1982    | A House Divided: Denmark Vesey's Rebellion | Esclavo            | Telefilme   |
| 1982    | Trapper John, M.D.                         | Thornie Thornberry | 1 episodio  |
| 1982    | Hear No Evil                               | Inspector Monday   |             |
| 1983–84 | Bay City Blues                             | Ozzie Peoples      |             |
| 1984    | The Fantastic World of D.C. Collins        | J.T. Collins       | Telefilme   |
| 1994    | Star Trek: Deep Space Nine                 | Calvin Hudson      | 2 episodios |
| 1995    | Babylon 5                                  | Derek Cranston     | 1 episodio  |